# تری‌کربن منوکسید
تری‌کربن منوسولفید (به انگلیسی: Tricarbon monoxide) یک مولکول شیمیایی واکنش‌پذیر رادیکال با فرمول مولکولی C۳O است که در فضا یافت می‌شود و همچنین امکان تولید آن به‌شکل یک ماده ناپایدار و با طول عمری کوتاه در آزمایشگاه وجود دارد.